# Inter Rail
Cet article concerne le film suédois. Pour le titre de transport international, voir InterRail. Pour le film français, voir Interrail (film).
Pour plus de détails, voir Fiche technique et Distribution.
Inter Rail est un film suédois réalisé par Birgitta Svensson en 1981.

## Fiche technique
- Titre : Inter Rail
- Réalisation : Birgitta Svensson
- Scénario : Birgitta Svensson
- Musique : Ulf Dageby
- Photographie : Roland Lundin
- Montage : Margit Nordqvist et Thomas Täng
- Production : Göran Lindström
- Société de production : Drakfilm Produktion, SVT Drama, et Svensk Filmindustri
- Pays :  Suède
- Genre : Drame
- Durée : 106 minutes
- Dates de sortie : 
  -  Suède : 9 février 1981

## Distribution
- Nadala Batiste : Antonia
- José María Cañete : le vieil homme
- Gunnar Falk : Klaus
- Hannes Holm : Bosse